# أدريانا برييتو
أدريانا برييتو (بالبرتغالية: Adriana Prieto‏) هي ممثلة برازيلية، ولدت في 1950 في بوينس آيرس في الأرجنتين، وتوفيت في 24 ديسمبر 1975 في ريو دي جانيرو في البرازيل بسبب حادث مرور.

## وصلات خارجية
- أدريانا برييتو على موقع IMDb (الإنجليزية)
- أدريانا برييتو على موقع قاعدة بيانات الفيلم (الإنجليزية)